# بطولة العالم لكرة اليد على الكراسي المتحركة 2024
بطولة العالم لكرة اليد على الكراسي المتحركة 2024 هي بطولة كرة يد على الكراسي المتحركة 4×4 أقيمت في القاهرة، مصر من 17 إلى 21 سبتمبر 2024. أقيمت المباريات في صالة حسن مصطفى الرياضية.

## الفرق
| القارة                                              | الوظائف الشاغرة | مؤهَل             |
| --------------------------------------------------- | --------------- | ---------------- |
| أفريقيا / المضيف                                    | 1               | مصر              |
| آسيا                                                | 2               | الهند اليابان    |
| أوروبا                                              | 2               | فرنسا البرتغال   |
| أمريكا الشمالية ومنطقة البحر الكاريبي (بطاقة جامحة) | 1               | الولايات المتحدة |
| أمريكا الجنوبية والوسطى                             | 2               | البرازيل تشيلي   |

## القرعة
أقيمت القرعة في 18 يوليو 2024 في المقر الرئيسي للاتحاد الدولي لكرة اليد في بازل.

### المستويات
وضع المشاركين النهائيين في بطولة العالم الأخيرة في المستوى الأول. لأنه لا يُسمح لفريقين من نفس القارة بمواجهة بعضهما البعض في مرحلة المجموعات. وضع الفريقين الآسيويين في الوعاء الثاني والفريقين الأوروبيين في الوعاء الثالث. وضعت الفرق المتبقية من تصفيات أمريكا الجنوبية 2 والبطاقة البرية في الوعاء الرابع.
| المجموعة 1                                              | المجموعة 2    | المجموعة 3        | المجموعة 4                                        |
| ------------------------------------------------------- | ------------- | ----------------- | ------------------------------------------------- |
| الفائز 2022 (أمريكا الجنوبية 1) الوصيف 2022 (أفريقيا 1) | آسيا 1 آسيا 2 | أوروبا 1 أوروبا 2 | أمريكا الجنوبية 2 بطاقة جامحة (أمريكا الشمالية 1) |

إجريت قرعة الدور الثاني والثالث أولاً. وكان لمصر، من المستوى الأول باعتبارها الدولة المضيفة، الحق في اختيار المجموعة. وضعت تشيلي من المستوى الرابع في المجموعة الأخرى مثل البرازيل.
| المجموعة 1                     | المجموعة 2    | المجموعة 3     | المجموعة 4             |
| ------------------------------ | ------------- | -------------- | ---------------------- |
| البرازيل (الفائز) مصر (المضيف) | الهند اليابان | فرنسا البرتغال | تشيلي الولايات المتحدة |

## الترتيب النهائي
| رتبة   | فريق             |
| ------ | ---------------- |
| الأول  | مصر              |
| الثاني | الولايات المتحدة |
| الثالث | البرازيل         |
| 4      | فرنسا            |
| 5      | اليابان          |
| 6      | تشيلي            |
| 7      | البرتغال         |
| 8      | الهند            |

## موقع إلكتروني
الموقع الرسمي